# Namiq Abdullayev
Pour les articles homonymes, voir Abdullayev.
Namiq Yadulla Abdullayev (né le 4 janvier 1971 à Bakou) est un lutteur azerbaïdjanais spécialiste de la lutte libre. Il représente son pays à trois reprises lors des Jeux olympiques (1996, 2000 et 2004). Lors des deux premières éditions, il remporte la médaille d'argent, puis la médaille d'or. En revanche, il se fait éliminer très tôt dans la compétition lors des Jeux olympiques d'été de 2004 à Athènes en Grèce. Il monte également sur de nombreux podiums lors des Championnats du monde ou lors des Championnats d'Europe.

## Palmarès

### Jeux olympiques
- Jeux olympiques de 1996 à Atlanta,  États-Unis
  -  Médaille d'argent

- Jeux olympiques de 2000 à Sydney,  Australie
  -  Médaille d'or